# Slag bij Staunton River Bridge
De Slag bij Staunton River Bridge vond plaats op 25 juni 1864 in Halifax County, Virginia en Charlotte County, Virginia tijdens de Amerikaanse Burgeroorlog. De slag maakt deel uit van de Noordelijke Wilson-Kautzraid tegen de Richmond and Danvillespoorweg.

## Achtergrond
In juni 1864 nam de Zuidelijke generaal Robert E. Lee, bevelhebber van het Army of Northern Virginia, het bevel op zich van de verdediging van Petersburg en Richmond. Tegenover zich had hij de Noordelijke legers aangevoerd door luitenant-generaal Ulysses S. Grant. Voor hun bevoorrading waren de Zuidelijken afhankelijk van de spoorwegen ten zuiden en ten westen Petersburg en Richmond. Een van die spoorlijnen was de Richmond and Danvillespoorweg. Indien Grant deze spoorlijnen kon aanvallen en vernietigen, werden de Zuidelijke posities onhoudbaar.
Daarom stuurde Grant de Noordelijke cavalerie eropuit om de spoorwegen onklaar te maken. Op 22 juni vertrokken 5.000 cavaleristen en 16 stukken bereden artillerie, onder leiding van de brigadegeneraals James Harrison Wilson en August Valentine Kautz. De volgende drie dagen zouden ze ongeveer 97 km spoorlijn onklaar maken ondanks voortdurende gevechten met de Zuidelijke cavalerie aangevoerd door generaal-majoor W.H.F. "Rooney" Lee.

## De slag
De Staunton River Bridge loopt vanuit het zuidzuidwesten naar het noordnoordoosten over de rivier de Staunton. Over de brug liep de Richmond and Danvillespoorweg die een belangrijke schakel was in de bevoorradingslijnen van de Zuidelijken. De brug werd verdedigd door 296 Zuidelijke reservisten onder leiding van kapitein Benjamin Lyons Farinholt. Hij werd reeds op 23 juni op de hoogte gebracht van de komst van de Noordelijken. Hij stuurde dringende oproepen naar de nabijgelegen county’s Halifax, Charlotte en Mecklenburg om meer troepen te sturen naar de brug. Uiteindelijk ontving hij 642 soldaten. 150 van hen waren beroepsmilitairen en de rest waren vrijwilligers.
Farinholt wist dat er Noordelijke verkenners in de buurt waren. Daarom liet hij op regelmatige tijdstippen een trein rijden met enkele soldaten om de indruk te wekken dat hij voortdurend versterkingen kreeg. Ook de lokale bevolking hielp een handje. Mevrouw Nancy Mcphail, echtgenote van een lokale boer, overdreef het aantal aanwezige Zuidelijke soldaten toen er Noordelijke verkenners aan haar deur stonden. Volgens haar waren er 10.000 Zuidelijken aanwezig in plaats van de 938 die er in werkelijkheid waren.
Naast zijn 938 soldaten beschikte Farinholt over twee aarden borstweringen op de zuidelijke oever van de rivier. Daarin had hij zijn zes kanonnen opgesteld, twee in de westelijke borstwering en 4 in de oostelijke borstwering langs de spoorweg. Hij had ook verschillende schuttersputten laten aanleggen tussen de brug en de borstweringen.
De Noordelijken arriveerden rond 15.45u op ongeveer 1,5 km van de Zuidelijke stellingen, net buiten het bereik van Farinholts artillerie. Kautz liet zijn manschappen afstijgen en zij rukten te voet op naar de brug vanuit oostelijke en westelijke richting.

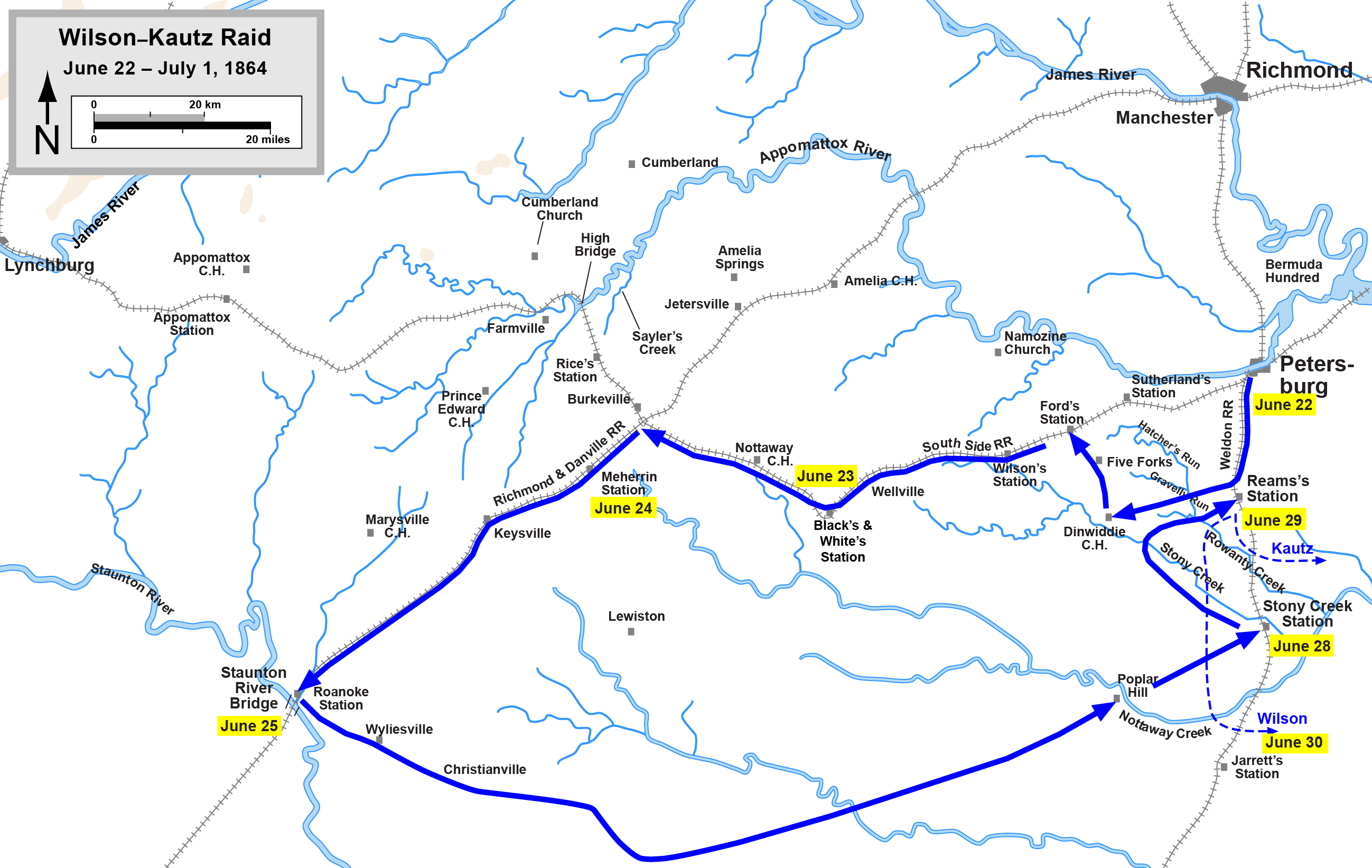
Wilson-Kautzraid tussen 22 juni en 1 juli 1864

Kolonel Robert M. West, die met zijn manschappen vanuit westelijke richting de Zuidelijke stellingen naderde, probeerde de brug snel te veroveren. Hij hoopte het lang genoeg te kunnen behouden om de brug in brand te steken. Ondertussen bereikte de Noordelijken een drainagegracht op ongeveer 150 m van de brug. Vandaar uit vielen ze de vijand verschillende keren zonder succes aan. Tegen de avond arriveerde de Zuidelijke cavalerie van Rooney Lee. Lee viel de Noordelijke stellingen aan in de rug. Wilson trok zich rond middernacht terug.
De volgende morgen stuurde Farinholt soldaten naar de verlaten Noordelijke stellingen. Er werden 8 soldaten krijgsgevangen gemaakt en 42 doden begraven. De Noordelijken verloren 42 doden, 44 gewonden en 30 vermisten of gevangenen. De Zuidelijken hadden slechts 10 doden en 24 gewonden te betreuren.
De succesvolle verdediging van de brug hield de Richmond and Danvillespoorweg open om de Zuidelijken bij Richmond en Petersburg te kunnen bevoorraden.